# Фторид кюрия(III)
Фторид кюрия(III) (трифторид кюрия, кюрий фтористый(III)) — бинарное неорганическое соединение кюрия и фтороводородной кислоты. Представляет собой бесцветные кристаллы, малорастворимые в воде.

## Получение
- Добавление ионов F- к слабокислым растворам кюрия(III) или гидроксиду кюрия(III)[1]:

{\displaystyle {\mathsf {CmCl_{3}+3HF+xH_{2}O\ {\xrightarrow {}}\ CmF_{3}*xH_{2}O\downarrow +3HCl}}}
Полученный таким способом фторид кюрия(III) быстро гидратируется. Для получения безводного соединения гидрат высушивают над пентаоксидом фосфора или обрабатывают горячим газообразным фтороводородом:
{\displaystyle {\mathsf {CmF_{3}*xH_{2}O\ {\xrightarrow {t;HF}}\ CmF_{3}+xH_{2}O}}}
- Действие газообразного фтороводорода на диоксид кюрия при температуре 400—450 °C[2].

- Растворение кюрия в смеси азотной и плавиковой кислот[3]:

{\displaystyle {\mathsf {Cm+HNO_{3}+3HF\ {\xrightarrow {}}\ CmF_{3}\downarrow +NO\uparrow +2H_{2}O}}}

## Физические свойства
Фторид кюрия(III) образует бесцветные кристаллы гексагональной сингонии. Параметры ячейки a = 0,6999 (0,7019) нм, c = 0,7179 (0,7198) нм. Пространственная группа {\displaystyle P{\bar {3}}c1}. Величина стандартной энтропии оценивается в 121 Дж/(К*моль) при 298 К. Изоструктурен фториду лантана(III).

## Химические свойства
- Восстанавливается барием до металлического кюрия при температуре 1300 °C[5]:

{\displaystyle {\mathsf {2CmF_{3}+3Ba\ {\xrightarrow {1300^{o}C}}\ 2Cm+3BaF_{2}}}}
- Окисляется фтором до фторида кюрия(IV) при температуре 400 °C[2]:

{\displaystyle {\mathsf {2CmF_{3}+F_{2}\ {\xrightarrow {400^{o}C}}\ 2CmF_{4}}}}